# Головна сторінка
вільної енциклопедії, яку може редагувати кожен.
Українська Вікіпедія заснована 30 січня 2004 року.
понеділок, 24 березня 2025 року
1 371 208 статей українською
185 885 зареєстрованих дописувачів
3248 з них активні останнього місяця
- Про нас
- Навігація
- Зміст
- Створити статтю
- Реєстрація
- Довідка
- Проєкти

## Вибрана стаття
- Пропозиції
- Проєкт
- Шаблон

Волтер Елаяс Дісней — американський художник-мультиплікатор, кінопродюсер, актор озвучування та підприємець. Піонер американської індустрії мультиплікації, який впровадив низку інновацій у виробництво мультфільмів. Як кінопродюсер, Дісней встановив рекорд за кількістю отриманих премій «Оскар»: 22 нагороди, а також за кількістю номінацій на цю премію для однієї особи — 59. Крім того, він був удостоєний двох спеціальних «Золотих глобусів» за особливі досягнення та премії «Еммі». Кілька його робіт були включені до Національного реєстру фільмів Бібліотеки Конгресу, а Американський інститут кіномистецтва визнав їх одними з найкращих фільмів в історії кінематографа.
Волт Дісней з раннього віку проявляв інтерес до малювання. У дитинстві він відвідував уроки мистецтва, а у 18 років почав працювати рекламним ілюстратором. На початку 1920-х він переїхав до Каліфорнії, де разом із братом Роєм заснував студію Disney Brothers Studio (нині відому як The Walt Disney Company). 1928 року Волт Дісней спільно з  художником Абом Айверксом створив персонажа Мікі Мауса, який став його першим значним успіхом. У перші роки Дісней сам озвучував цього персонажа. Із розширенням студії він почав активно впроваджувати новаторські технології: синхронний звук, повнокольорову трисмугову технологію «Техніколор», повнометражні мультфільми та технічні вдосконалення кінокамер. Ці інновації знайшли відображення у таких роботах, як «Білосніжка і семеро гномів» (1937), «Піноккіо», «Фантазія» (обидва 1940), «Дамбо» (1941) і «Бембі» (1942), що сприяли розвитку анімаційного кіно. Після Другої світової війни студія Діснея продовжила створювати нові мультфільми та художні фільми, зокрема успішні «Попелюшка» (1950), «Спляча красуня» (1959) і «Мері Поппінс» (1964), останній з яких отримав п'ять «Оскарів».

## Добра стаття
- Пропозиції
- Проєкт
- Шаблон

The Promised Neverland («Обіцяний Неверленд») — манґа, написана Шіраєм Кайу та проілюстрована Демідзу Посукою. Публікувалася в журналі Weekly Shonen Jump видавництва Shueisha із серпня 2016 року по червень 2020 року. Усі розділи було зібрано у двадцяти томах у форматі танкобон. Історія розповідає про групу дітей-сиріт, які планують втекти зі свого притулку, дізнавшись страшну таємницю про своє існування та мету притулку.
У 2018 році манґа виграла 63-тю премію Shogakukan у категорії «Шьонен». Станом на серпень 2023 року тираж The Promised Neverland перевищив 42 мільйони копій включно з цифровими версіями, що зробило її однією з найпродаваніших серій манґи за весь час. Твір отримав позитивні відгуки: критики високо оцінили розповідь, персонажів та світобудову. Перший сезон аніме-екранізації був добре сприйнятий і визнаний одним із найкращих аніме-серіалів 2010-х років. Другий сезон, однак, сприйняли негативно та критикували за поспішний темп та спрощення оригінального сюжету.

## Вибране зображення
- Пропозиції
- Проєкт
- Шаблон

## Вибраний список
- Пропозиції
- Проєкт
- Шаблон

У цьому списку в алфавітному порядку подані журнали видавництва «Педагогічна преса», зазначено основну інформацію про них, а саме: назву (в окремому розділі подані попередні назви та роки, якщо журнал перейменовували), роки видання, періодичність виходу, призначення, зміст (рубрики зазначені в окремих статтях про журнали або на сайті видавництва), головних редакторів журналу.
Видавництво «Педагогічна преса» засноване Міністерством освіти України у 1990-х роках у Києві, спеціалізується на виданні науково-методичних та інформаційних періодичних видань. За період видання видавництвом журналів було засновано понад 15 найменувань. Найдовше існував «Інформаційний збірник для освітян» (понад 100 років, якщо враховувати період до підпорядкування видавництву), найдовше в незалежній Україні існували журнали засновані у 1995 році та закриті у 2022 (майже 30 років; детальніше див. список), найменше існував журнал «Країна дошкілля» (не більше 8 років).

## Розділи
- Біографії
- Географія
- Історія
- Мистецтво
- Наука
- Політика
- Природа
- Спорт
- Суспільство
- Технології
- Україна
- Філософія

## Поточні події
- Проєкт
- Шаблон

Російсько-українська війна (березень); див. також: Допомога під час війни • Торгові війни США (Канада і Мексика, КНР) • Нещодавно померлі
- Помер перший прем'єр-міністр України Вітольд Фокін (20 березня, на фото)
- Внаслідок пожежі у нічному клубі в македонському місті Кочани  щонайменше 59 осіб загинуло та 196 осіб отримали поранення (16 березня)
- В Одесі вбили активіста Дем'яна Ганула (14 березня)
- Марк Карні став прем'єр-міністром Канади (14 березня)
- Колишній президент Філіппін Родріго Дутерте заарештований за ордером Міжнародного кримінального суду (11 березня)

## Цікавинки
- Проєкт
- Шаблон

- Білий ведмідь «їздить» на майже кожній машині цього регіону
- Ця акторка (на фото) почала кінокар'єру у 61-річному віці, номінувалась на «Оскар» у 84 роки, а у 95 років зіграла першу головну роль
- Під час Другої світової британці збудували фальшиву залізничну гілку, на якій муляжі людей носили муляжі припасів, муляжі вантажівок розвантажували муляжі танків, а німці здійснювали справжні авіаційні удари

- Середньовічний храм в Індії (на фото) більшість своєї історії перебував під мулом і піском
- Кучма — не лише експрезидент, але й шапка
- Спалення Корану поставило під загрозу розширення НАТО

## 24 березня в історії
- Проєкт
- Шаблон

- 1155 — Юрій Долгорукий втретє здобув Київ і залишився там

- 1603 — Токуґава Ієясу став першим сьоґуном Сьоґунату Едо
- 1603 — зі смертю англійської королеви Єлизавети трони Англії та Шотландії об'єднані
- 1654 — підписано Березневі статті Богдана Хмельницького з московським царем Олексієм Михайловичем
- 1721 — Йоганн Себастьян Бах презентував шість оркестрових концертів[en] маркграфу Крістіану Людвігу Бранденбург-Шведтському
- 1794 — початок повстання Костюшка проти Росії та Пруссії
- 1882 — німецький бактеріолог Роберт Кох вперше описав збудника туберкульозу, паличку Коха
- 1918 — Центральна Рада проголосила українську мову державною у банківській і торговій сферах
- 1933 — закон Рейхстагу скасував громадянські свободи та передав надзвичайні повноваження рейхсканцлеру Адольфу Гітлеру
- 1972 — в результаті пограбування «United California Bank» з розбитого сейфу викрадачі потягли 9 млн доларів
- 1976 — під час перевороту в Аргентині військова хунта скинула президентку Ісабель Перон, почалися політичні репресії
- 1980 — вбивство правими бойовиками Сальвадорського архієпископа Оскара Ромеро запустило громадянську війну
- 1999 — після початку бомбардування Югославії силами НАТО війська Альянсу почали авіаційні атаки проти об'єктів на терені СРЮ

Народилися
- 1494 — Ґеорґіус Аґрікола, німецький вчений епохи Відродження, філософ, автор першої гірничо-металургійної енциклопедії

- 1733 — Джозеф Прістлі, англійський натураліст, філософ, хімік, що відкрив кисень і вуглекислий газ

- 1869 — Олена Кисілевська, українська письменниця, журналістка, редакторка і видавчиня
- 1874 — Гаррі Гудіні, угорський іллюзіоніст
- 1955 — Ігор Білозір, український композитор, лідер гурту «Ватра»

Померли
- 1603 — Єлизавета I, королева Англії
- 1801 — Павло I, російський імператор, убитий заколотниками
- 1905 — Жуль Верн, французький письменник
- 1916 — Сотер Ортинський, церковний діяч, перший єпископ УГКЦ у США
- 1976 — Бернард Монтгомері, британський фельдмаршал

## Вікітиждень
- Пропозиції
- Проєкт
- Шаблон

Розпочався Тиждень психічного здоров'я 2025, триває марафон (Не)відомі жінки у Вікіпедії. Мисткині, місяць настільно-рольових ігор та конкурси «Фемінізм та фольклор 2025» і Вікі любить Рамадан 2025

## Вікіпедія є проєктомФонду Вікімедіа— неприбуткової організації, яка опікується низкою інших проєктів
- Вікісловник
- Вікіцитати
- Вікіпідручник
- Вікіджерела
- Вікіновини
- Віківерситет
- Віківиди
- MediaWiki
- Вікідані
- Вікісховище
- Вікімандри
- Мета-вікі